# Nyírtelek
Nyírtelek − miasto w powiecie Nyíregyháza komitatu Szabolcs-Szatmár-Bereg w północno-wschodnich Węgrzech.

## Położenie
Nyírtelek leży w zachodniej części wysoczyzny Nyírség, 9 km na północny zachód od Nyíregyháza. Przez miasto przebiega droga nr 38, łącząca Nyíregyháza z Bodrogkisfalud, oraz linia kolejowa z Nyíregyháza do Szerencs. Lokalna droga łączy Nyírtelek z Nagycserkesz.

## Historia
Wieś Nyírtelek została założona w XIV wieku pod nazwą Királytelek jako posiadłość królewska. W roku 1618 stała się włością zamku tokajskiego, a w 1619 przeszła w ręce Gábora Bethlena. Następnie należała do rodu Dessewffy. W roku 1950 została wyodrębniona jako oddzielna wieś, składająca się z dwóch głównych osiedli Nyírtelek i Dózsaszőlő oraz 14 mniejszych, rozrzuconych osad, zasiedlonych niegdyś przez osadników słowackich. 1 lipca 2005 wieś Nyírtelek uzyskała prawa miejskie.